# Alexander Konstantinowitsch Glasunow

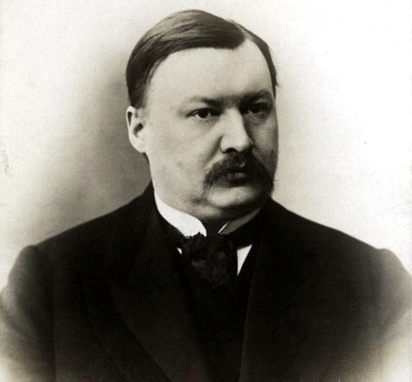
Alexander Konstantinowitsch Glasunow (1913)

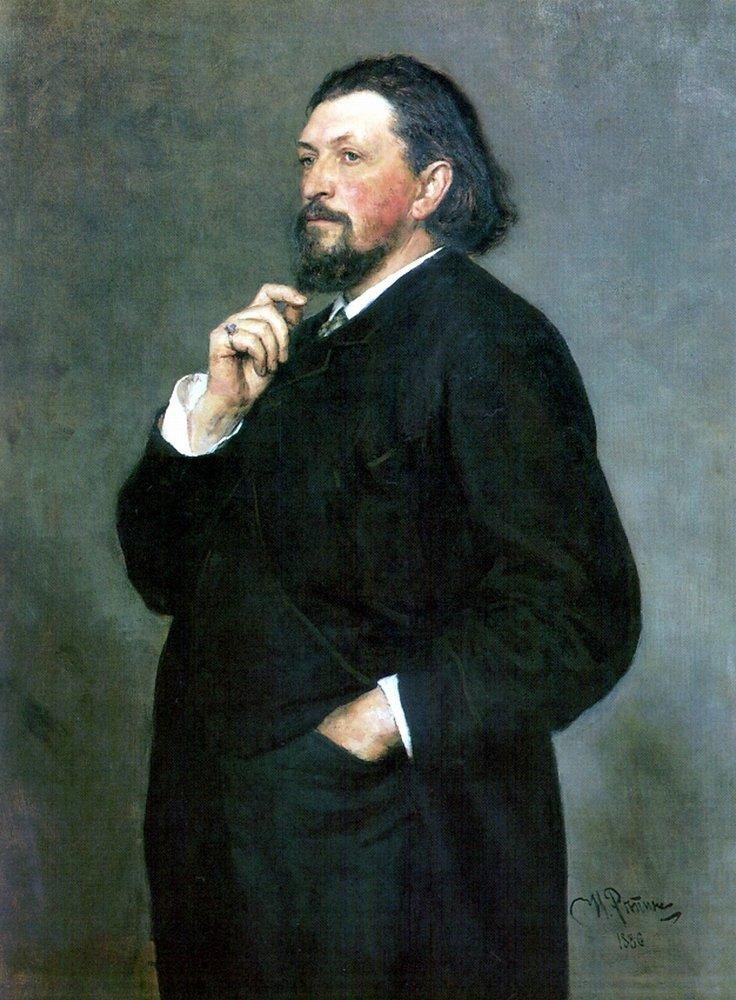
Mitrofan Petrowitsch Beljajew (1886)

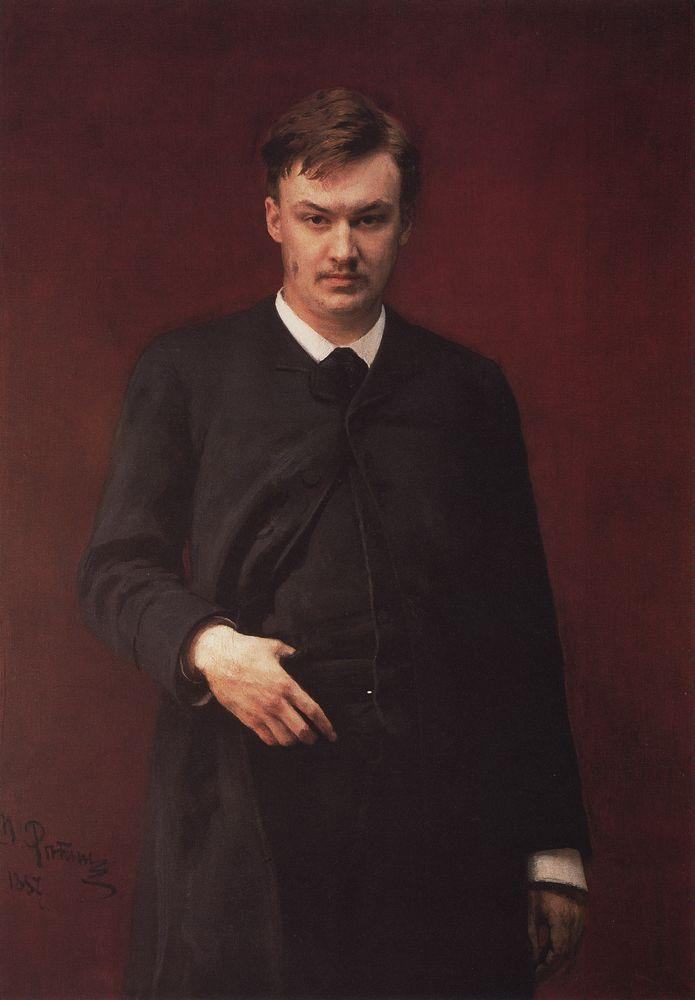
Alexander Glasunow (1887)

Alexander Konstantinowitsch Glasunow (russisch Алекса́ндр Константи́нович Глазуно́в, wiss. Transliteration Aleksandr Konstantinovič Glazunov; * 29. Julijul. / 10. August 1865greg. in Sankt Petersburg; † 21. März 1936 in Paris) war ein russischer Komponist.

## Leben
Alexander Glasunow entstammte einer wohlhabenden Familie und begann schon sehr früh, sich mit Musik zu beschäftigen. Hierbei fielen vor allem sein erstaunliches musikalisches Gedächtnis und sein ausgezeichnetes Gehör auf. 1880 begann Glasunow auf Empfehlung von Mili Balakirew ein privates Studium bei Nikolai Rimski-Korsakow, der von dem Talent seines Schülers beeindruckt war.
Die Uraufführung von Glasunows Sinfonie Nr. 1 im Jahr 1882 bedeutete für den jungen Komponisten den Durchbruch. Unter der Führung Rimski-Korsakows vollendete er Borodins Oper Fürst Igor. Auch wurde er mit dem Mäzen Mitrofan Beljajew bekannt, der ihn in den folgenden Jahren förderte.

Nachdem Glasunow in den 1890er Jahren zu einer international anerkannten Persönlichkeit avanciert war, nahm er 1899 eine Professur für Instrumentation am Sankt Petersburger Konservatorium an. 1905 übernahm er die Leitung dieses Institutes, die er bis 1930 innehatte. Im Februar 1910 nahm er sechs Klavierstücke für das Reproduktionsklavier Welte-Mignon auf. Während dieser Zeit nahm seine kompositorische Produktivität, bedingt durch den zeitlichen Aufwand und sein einzigartiges Engagement für die Belange des Konservatoriums, deutlich ab. Er entdeckte viele Talente und setzte sich unermüdlich für die Studenten ein. 1928 reiste Glasunow nach Wien, wo er als Jurymitglied bei dem Internationalen Schubert-Wettbewerb mitwirkte. Seine angegriffene Gesundheit erlaubte ihm die Rückkehr nicht, so dass er sich in Paris niederließ. Hier blieb er bis zu seinem Tode.

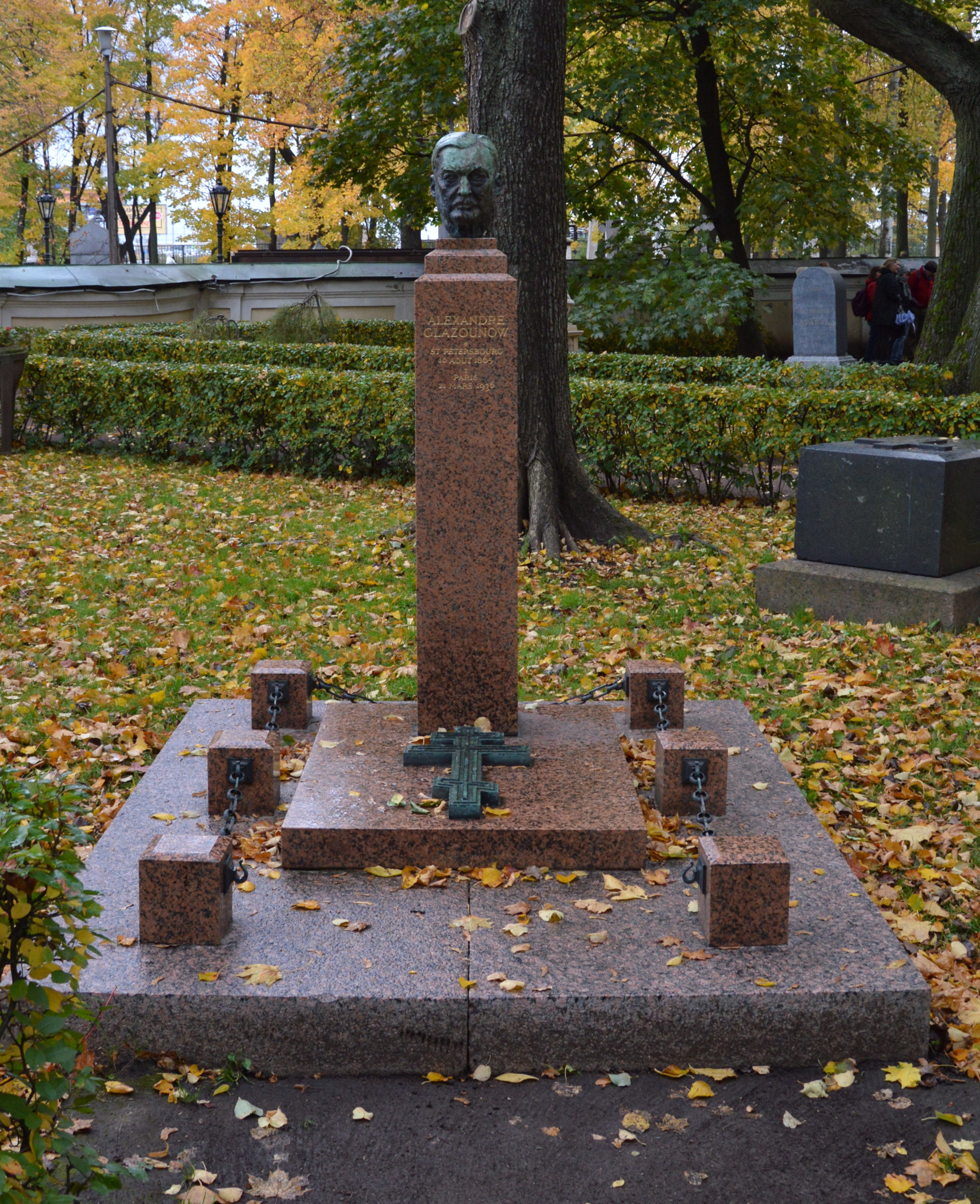
Grabmal auf dem Tichwiner Friedhof am Alexander-Newski-Kloster

 1972 wurden seine sterblichen Überreste nach Leningrad (heute wieder Sankt Petersburg) überführt und im Alexander-Newski-Kloster beigesetzt.
1922 wurde er Mitglied der Académie royale des Sciences, des Lettres et des Beaux-Arts de Belgique.
Das Flusskreuzfahrtschiff Kompozitor Glazunov wurde 1956 nach ihm benannt. Seit 1987 gilt dies auch für den Glasunow-Gletscher auf der Alexander-I.-Insel in der Antarktis.

## Stil
Glasunow vereint in seiner Musik national-russische Einflüsse mit Stilelementen Pjotr Tschaikowskis. So lassen sich in seinem Werk Tendenzen zu ausgesprochen volksliedhafter Themenbildung, orientalisierender Harmonik, Exotismen und metrischen Freiheiten feststellen. Auf der anderen Seite sticht an Glasunows Musik ganz im Gegensatz zu den Bestrebungen des Mächtigen Häufleins eine große handwerkliche Meisterschaft und eine souveräne Beherrschung der Kompositionstechnik hervor: Glasunow war ein brillanter Orchestrator, ein ausgefeilter Kontrapunktiker und ein Meister der Formgebung.
Insgesamt besitzt Glasunows Musik eine äußerst positive Grundstimmung sowie einen Hang zum Pathos und zur heroischen Geste. Eine stilistische Entwicklung im eigentlichen Sinne hat Glasunow nie durchgemacht; die Kompositionen der frühen 1880er Jahre unterscheiden sich kaum von denen der 1930er Jahre. Man kann lediglich feststellen, dass zunächst die national-russischen Elemente in seinem Stil vorherrschten. Um 1890 litt Glasunow unter einer Art „Krise“, die wohl durch den Eindruck einer Aufführung von Wagners Ring des Nibelungen im Jahre 1889 ausgelöst worden war. In den 1890er Jahren und zu Beginn des 20. Jahrhunderts entstanden viele seiner vermutlich größten Werke, während sein Schaffen ab etwa 1910 merklich zurückging.
Aufgrund seiner kompositorischen Leistungen und seiner pädagogischen Tätigkeit kann Glasunow als eine bedeutende Persönlichkeit der russischen Musikgeschichte angesehen werden. Glasunow trat auch als Dirigent und Pianist hervor, wobei hierbei vor allem Interpretationen seiner eigenen Werke von Bedeutung sind.

## Werke

### Sinfonien
- Sinfonie Nr. 1 E-Dur op. 5 Slawonische (1880–1882)
- Sinfonie Nr. 2 fis-Moll op. 16 (1883–1886)
- Sinfonie Nr. 3 D-Dur op. 33 (1890)
- Sinfonie Nr. 4 Es-Dur op. 48 (1893)
- Sinfonie Nr. 5 B-Dur op. 55 (1895)
- Sinfonie Nr. 6 c-Moll op. 58 (1896)
- Sinfonie Nr. 7 F-Dur op. 77 (1902)
- Sinfonie Nr. 8 Es-Dur op. 83 (1905/06)
- Sinfonie Nr. 9 d-Moll o.op. (einsätziges Fragment, 1904–1910)

### Andere Orchesterwerke
- Ouvertüre über drei griechische Themen Nr. 1 g-Moll op. 3, (1881–1884)
- Ouvertüre über griechische Themen Nr. 2 D-Dur op. 6, (1881–1885)
- Serenade Nr. 1 A-Dur, op. 7, (1883)
- „Zum Gedächtnis eines Helden“, Elegie op. 8, (1883)
- Suite caractéristique op. 9 (1881–1887)
- Serenade Nr. 2 F-Dur für kleines Orchester op. 11, (1884)
- Poème lyrique in Des-Dur. Andantino für Orchester op. 12 (1884–1887)
- Stenka Rasin, sinfonische Dichtung op. 13 (1885)
- Zwei Stücke für Orchester op. 14, (1884–1887) I Idylle II Rêverie orientale (Bearbeitung der Rêverie orientale für Klarinette und Streichquartett aus dem Jahr 1886)
- Mazurka G-Dur für Orchester op. 18, (1888)
- La forêt (Der Wald), sinfonische Fantasie op. 19 (Endfassung 1887)
- Hochzeitsprozession für Orchester Es-Dur op. 21, (1889)
- Slawonisches Fest, sinfonische Skizzen, Op. 26A (nach dem Finale des Streichquartetts op. 26)
- Das Meer, Fantasie E-Dur op. 28, (1889)
- Orientalische Rhapsodie G-Dur  op. 29, (1889)
- Kreml, Symphonisches Gemälde für Orchester op. 30, (1890–91)
- Der Frühling, Tongemälde in D-Dur op. 34 op. 34 (1891)
- Triumphmarsch Es-Dur für Orchester und gemischten Chor ad lib. op. 40, (1892)
- Karneval op. 45 (1892)
- 2 Konzertwalzer (Nr. 1 D-Dur op. 47, 1893; Nr. 2 F-Dur op. 51, 1894)
- Ballade F-Dur op. 78 (1902)
- Aus dem Mittelalter, Suite op. 79 (1901/02)
- weitere sinfonische Dichtungen, Märsche, Festouvertüren u. a.

### Werke für Soloinstrument und Orchester
- Zwei Stücke für Violoncello und Orchester op. 20, (1887–1888) I Mélodie II Sérénade espagnole
- Rêverie (Träumerei) Des-Dur für Horn und Kammerorchester op. 24
- Violinkonzert a-Moll op. 82 (1904)
- Klavierkonzert Nr. 1 f-Moll op. 92 (1910/11)
- Klavierkonzert Nr. 2 H-Dur op. 100 (1917)
- Concerto ballata C-Dur op. 108 für Violoncello und Orchester (1931)
- Concerto in Es-Dur für Saxophon und Streichorchester op. 109 (1934)

### Bühnenwerke
- Les Sylphides (Chopiniana) op. 46 (1893, erweitert 1906)
- Raimonda, Ballett op. 57 (1896/97)
- Les Ruses d’Amour (Liebeslist), Ballett op. 61 (1898)
- Die Jahreszeiten, Ballett op. 67 (1898/99)
- Salome, Bühnenmusik (Introduktion und Tanz der Salome) zu dem gleichnamigen Drama von Oscar Wilde op. 90 (1908)
- Der König der Juden, Schauspielmusik op. 95 (1913)

### Vokalwerke
- Fünf Romanzen für Singstimme und Klavier op. 5, (1882–1885)
- Zwei Romanzen zu Texten von Alexander Puschkin für Singstimme und Klavier op. 27, (1887–1890) Orchesterfassung op. 27bis
- Chöre
- Lieder

### Kammermusik
- Streichquartett Nr. 1 D-Dur op. 1 (1881/82)
- Streichquartett Nr. 2 F-Dur op. 10 (1883/84)
- Streichquartett Nr. 3 G-Dur op. 26 „Quatuor slave“ (1886–1888)
- Streichquartett Nr. 4 a-Moll op. 64 (1894)
- Streichquartett Nr. 5 d-Moll op. 70 (1898)
- Streichquartett Nr. 6 B-Dur op. 106 (1920/21)
- Streichquartett Nr. 7 C-Dur op. 107 (1930)
- 5 Novelletten für Streichquartett op. 15 (1881)
- Elegie für Violoncello und Klavier in Des-Dur op. 17 (1887)
- Rêverie (Träumerei) Des-Dur für Horn und Klavier op. 24, (1890)
- Meditation D-Dur für Violine und Klavier op. 32, (1891)
- Suite C-Dur für zwei Violinen, Viola und Violoncello op. 35, (1887–1891)
- In Modo Religioso, Quartett für Horn, Trompete und zwei Posaunen op. 38, (1892)
- Streichquintett A-Dur op. 39 (1891/92)
- Elegie für Viola und Klavier in g-Moll op. 44 (1893)
- Quartett B-Dur op. 109 für vier Saxophone (1932)

### Klaviermusik
- Suite über den Namen S-A-S-C-H-A für Klavier op. 2, (1883)
- Zwei Klavierstücke op. 22, (1889) I Barcarolle II Novelette
- Walzer über den Namen „Sabela“ für Klavier op. 23, (1889)
- Drei Klavierstücke op. 25, (1888) I Prélude II Mazurka III Mazurka
- Drei Etüden op. 31, (1891)
- Kleiner Walzer D-Dur op. 36, (1892)
- Nocturne Des-Dur op. 37, (1889)
- Großer Konzertwalzer Es-Dur op. 41 (1893)
- Drei Miniaturen op. 42, (1893)
- Sonate Nr. 1 b-Moll op. 74 (1900/01)
- Sonate Nr. 2 e-Moll op. 75 (1901)
- kleinere Stücke

### Orgelmusik
- Präludium und Fuge Nr. 1 D-Dur op. 93 (1906/07)
- Präludium und Fuge Nr. 2 d-Moll op. 98 (1914)
- Fantasie g-Moll op. 110 (1934/35)